# Anguta
Anguta es una aldea de La Rioja, perteneciente al municipio de Valgañón. Se encuentra situada en la cuenca del río Reláchigo, en los montes de Ayago. Está deshabitada desde 1970. 

## Historia
Ya se hace mención de este pueblo en una carta de donación fechada en 1087, otorgada por Doña Orodulce y su hijo, Domingo García, (más tarde conocido como Santo Domingo de La Calzada), "por remedio de su alma y para ser enterrados en el monasterio", donan a favor del monasterio de San Millán de la Cogolla, varios bienes, heredades, collazos, derechos de divisa y cuanto le pertenecía  en "Villainguta, en la montaña de Yuso". "Regante serenisimo Rexe Adefonso in Ispania Comite Domino Garcia Dominante Najeran".
En una donación realizada en 1092 por Rodrigo Ordonez (hermano de García Ordóñez, conde de Nájera) y su esposa María Pérez, a la catedral de Santa María de Burgos, se cita unas heredades sitas en: "Juarros, Quintanilla de San García, Viloria, Avellanosa, Enguta, Vallarta y Silanes".
En la dote recibida por Juana de Mendoza al casarse con Diego Gómez Manrique de Lara en diciembre de 1381, esta recibe de su padre: «1000 cabezas de ganado lanar, con un valor de 7500 maravedíes, 100 de ganado vacuno, valuadas en igual precio y los lugares de Villaharta, Quintana, el Valle de San Vicente, Eterna, Anguta, Avellanosa y otros».
Se le nombra como «Henguta» en una escritura de venta realizada por Pedro Manrique de Lara y Sandoval, duque de Nájera, fechada el 3 de septiembre de 1495.
"Don Pedro Manrique, Duque de Nágera, Conde de Treviño, Señor de la Villas de Jubera y Ponferrada, vendo á vos, la Señora Doña Contestina de Luna, mi tia, é á vos mi primo Bernabé Manrique de Luna, su hijo, la villa de Redecilla del Camino y los lugares de Quintana, Villaharta, Heterna, Henguta, Avellanosa, la Torre de los Oceros e Vascuñana, con todos sus vasallos e términos".
En el censo de la Corona de Castilla o Libro de los millones realizado en 1591 aparece como: «Enguita», qie diz que es del Duque de Nágera. Prov. de Burgos, part. de Santo Domingo. Ponen alcalde el duque de Nágera y la ciudad de Santo Domingo. 11 vecinos, 55 almas. Prod. trigo, cebada centeno y pastos. Ganado lanar y cabrío".
Según el censo de Floridablanca, (1787), la villa de Anguta es un «Señorío solariego, Alcalde ordinaro nombrado por el Duque de Nájera y la ciudad de Santo Domingo».
Según el Diccionario Geográfico y Estadístico de España y Portugal, que se había terminado de publicar en 1829 por Sebastián Miñano «Anguta [...] cuenta con 28 vecinos y 120 habitantes. Tiene una parroquia y un pósito. Es aldea de Santo Domingo y dista a 1/2 legua de Valgañón y otra 1/2 de Avellanosa, entre los rios Glera y Molinar».
En el censo de 1842 aparece Anguta con 43 habitantes y 10 hogares. A partir de esta fecha, en los siguientes censos de población los habitantes de Anguta se incorporan al censo de Valgañón. (El censo de 1842 fue realizado sin rigor por el procedimento de imputaciones con lo que carece de fecha de referencia, por ello se le conoce como «Censo de la Matrícula Catastral». Su realización está muy lejos de los censos modernos y su baja calidad no aporta ningún dato numérico de confianza. Debe tomarse con toda la clase de reservas.)

En el Diccionario de Madoz (1845-1850) aparece la siguiente descripción:

Lugar con ayuntamiento en la Provincía 
de Logroño, (a 10 leguas), Partido Judicial de Santo Domingo de la Calzada, Audiencia Territorial y Capitanía General de Burgos, Diócesis de Calahorra. Situado en terreno montuoso con libre ventilación y clima bastante saludable, aunque a las veces se padecen enfermedades asmáticas. Tiene 16 casas de mediana fábrica. La municipal, cárcel pública y escuela de primeras letras, dotada con 11 fanegas de centeno, a la cual asiste un indeterminado número de niños. Una Iglesia Parroquial, dedicada a la Asunción de Nuestra Señora, la cual asiste a dos barrios conocidos como Encimero y Bajero. Sirve el culto un cura. Una ermita dedicada a San Cristóbal, que se halla en una altura distante del pueblo. Confina el término por el norte con Avellanosa de Rioja, por el este y sur con Valgañón y por el oeste con Eterna, de cuyos puntos dista media legua más o menos. Dentro del término brotan varias fuentes, cuyas esquisitas aguas aprovechan los habitantes para consumo de sus casas, abrevadero de ganados y otros usos. Una de ellas es tan abundante que da origen al riachuelo llamado Lichago, el cual lleva sus aguas hacia el norte y baña los pueblos de Avellanosa de Rioja, Redecilla del Camino y Bascuñana. El término, aunque escabroso, es bastante fértil. Comprende algunos montes de bayas y otros árboles con muchos y buenos pastos para toda clase de ganados. Los caminos son locales, de herradura, y se conservan en buen estado. La correspondencia se recibe de Ezcaray los jueves y sábados y sale los miércoles y domingos. Produce trigo, cebada, centeno, legumbres y hortalizas. Cria ganado vacuno, mular, de cerda, lanar y cabrio. Hay caza de codornices en abundancía y algunas perdices. Ronda los 16 vecinos, 81 habitantes. Riqueza productiva: 186.16 reales, imponible: 10,52 reales. Contribución: 668 reales.
Diccionario de Madoz

Anguta tuvo ayuntamiento propio hasta 1846, año en el que pasó a depender administrativamente de Valgañón. Contaba con maestro y cura con residencia permanente en la aldea, siendo el médico y el cartero los de Valgañón. Hasta esta villa se desplazaban los aldeanos en caballo para aprovisionarse. Posteriormente, el transporte en autobús hasta Ezcaray se realizaba igualmente desde Valgañón.
En la «Gazeta de Madrid» (actual B.O.E.) de 18 de marzo de 1931, se anuncia la convocatoria de provisión en propiedad de la vacante de maestro en la Escuela Nacional de Anguta. «Vacantes a proveer en maestro: Anguta (Valgañón), escuela mixta, 76 hab.»
La aldea celebró la instalación de la luz eléctrica el 13 de septiembre de 1946. En aquel entonces, la aldea pedánea todavía mantenía la categoría de entidad local menor. Al acto acudieron jóvenes de Valgañón, que compartieron con los angutanos los momentos de fiesta. De todas formas, los cortes de fluido eléctrico eran habituales, sobre todo en invierno, debido a las nevadas, tal y como recuerdan habitantes de Valgañón.
Anguta celebraba sus fiestas locales el 25 de septiembre, día de Gracias, y el 26, jornada de la advocación del patrrón San Cristóbal. El 7 de octubre se festejaba a la Virgen del Rosario. Las fiestas eran amenizadas por la rondalla de Valgañón y por los danzadores de Anguta, la aldea fue una de las últimas poblaciones de esta zona de La Rioja en las que existía la costumbre de danzar en fiestas. El último danzador fue Modesto Agustín.
El Ayuntamiento del vecino pueblo de Valgañón compró su término en 1968 para el pasto de ganado vacuno y lanar, que pace en la Dehesa de Valgañón. La emigración fue desplobando la aldea, cuyos habitantes se vieron atraídos por la prosperidad de otras poblaciones, tal y como sucedía en la época del desarrollismo en tantos pueblos de La Rioja y de otras regiones de España.
El 26 de febrero de 1970, el ministro de la Gobernación, Tomás Garicano Goñi, y el jefe del Estado, Francisco Franco, firmaban el decreto por el que quedaba disuelta la entidad local menor de Anguta. Según consta en el Real Decreto:  "Los vecinos cabeza de familia de la Entidad Local Menor de Anguta, perteneciente al Municipio de Valgañón, de la provincia de Logroño solicitaron se instruyera expediente para la disolución de la misma por razones de despoblación y carencia de recursos para atender los servicios que la competen".
Los últimos habitantes abandonaron la aldea, quedando esta completamente deshabitada en septiembre de 1970.
Antiguamente contaba con terrazas para el cultivo del cereal, que ahora son campos invadidos por brezos.
En 1979, ya deshabitada, recibió la visita del ministro de Interior Rodolfo Martín Villa con motivo de una exhibición de la recién creada Unidad Antiterrorista Rural de la Guardia Civil.

## Patrimonio
- Iglesia parroquial de la Asunción: Está situada en un paraje que posiblemente fue cementerio medieval, con tumbas antropomorfas excavadas en la piedra arenisca. Se trata de un edificio de mampostería, cubierta en su día por dos tramos de lunetos hacia la cabecera sobre arcos de medio punto y pilastras, y techumbre de madera en el resto. Tenía un coro alto a los pies. Totalmente en ruinas, prácticamente sólo queda en pie la fachada principal, con su espadaña con dos huecos para las campanas. Pocos de los otros edificios son aún reconocibles. Algunas casas, también totalmente arruinadas y una torre donde se encontraba el transformador eléctrico. La línea eléctrica venía de Valgañón, y fue instalada a principios de la década de 1940. Hay reconstruida una pequeña choza con chimenea, que servía como refugio de pastores y en la parte trasera al ganado. En la actualidad es utilizada por cazadores o montañeros. También hay una fuente con abrebadero para el ganado.